# Jadwiga Jawurkówna
Jadwiga Jawurkówna (ur. w 1880 roku w Żyrardowie, zm. 11 sierpnia 1944 w Warszawie) – nauczycielka, która wraz z Jadwigą Kowalczykówną założyła i prowadziła przez 41 lat prywatną szkołę dla dziewcząt, znaną jako „Szkoła na Wiejskiej”. Obie Panny Jadwigi zostały zastrzelone przez Niemców w czasie powstania warszawskiego.

## Życiorys
Ojcem Jadwigi Jawurkówny był znany żyrardowski lekarz, Henryk Aleksander Jawurek (1831–1895), a matką –  Emilia Jawurek de domo Limprecht. Jadwiga uczęszczała początkowo do szkoły w Żyrardowie. Po śmierci ojca przeniosła się, wraz z matką i siostrą Martą, do Warszawy. Skończyła tu szkołę średnią Karoliny Strzemińskiej. W latach 1898–1903 studiowała w Uniwersytecie Latającym, zdobywając wykształcenie humanistyczne, oraz uczyła na prywatnych tajnych kompletach.
W 1898 roku poznała rodzinę znanego warszawskiego astronoma Jana Kowalczyka i zaprzyjaźniła się z jego córką Jadwigą Kowalczykówną (1874–1944). Przyjaciółki, tak samo energiczne i pracowite, miały wspólne marzenia o nowoczesnej szkole dla dziewcząt, w której panowałaby atmosfera przyjaźni, zaufania i tolerancji, szkoły kształtującej umysły i charaktery, rozwijającej uczucia patriotyczne, tolerancję dla przekonań innych, poważny i twórczy stosunek do pracy.

## Szkoła na Wiejskiej

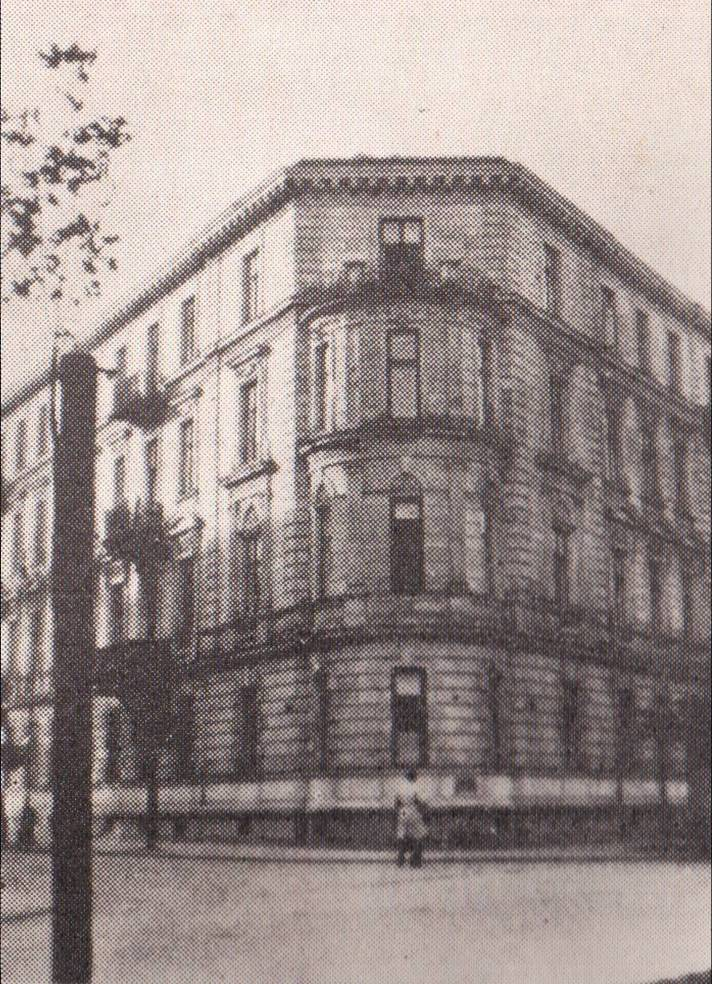
Budynek szkoły przy ul. Wiejskiej 5 (róg Wiejskiej i Matejki, ok. 1930 r.)

Kowalczykówna i Jawurkówna – Panna Jadwiga Czarna i Panna Jadwiga Biała (tak były nazywane przez wszystkie uczennice i nauczycieli) – rozpoczęły realizację swoich marzeń w 1903 roku, zakładając prywatną szkołę przy Wiejskiej 5, której poświęciły całe swoje życie. Kierowniczki szkoły skutecznie przełamywały bariery, stawiane przez władze carskie przed odzyskaniem niepodległości. Wykorzystały okres wolności (1918–1939) dla rozwoju szkolnej bazy lokalowej i unowocześniania programów i metod nauczania. W Szkole na Wiejskiej uczyli wysoko wykwalifikowani nauczyciele, m.in. Konrad Górski (polski), Henryk  Mościcki (historia Polski), Stefan Kulczycki (matematyka), Jan Babiński (chemia), Tadeusz Miłobędzki (fizyka, tajne komplety), Józef Birkenmajer (łacina), ks. Antoni Bogdański (religia), ks. Jan Mauersberger (religia), Zofia Niesiołowska-Rothertowa (polski), Jan Ehrenfeucht (matematyka, fizyka), Zofia z Doroszewskich Ehrenfeuchtowa (chemia), Wanda Karpowiczówna (biologia). Nauczycielce biologii w prowadzeniu laboratoryjnych zajęć przyrodniczych pomagała siostra Jadwigi Białej, Marta Jawurkówna, która pełniła też funkcję wychowawczyni i uczyła robót ręcznych.
Panna Jadwiga Biała – od powstania Szkoły w 1903 r. do wybuchu powstania – uczyła religii, a w latach 1903–1939 udzielała też lekcji śpiewu.

## Stosunek do religii
Obie Panny Jadwigi przywiązywały dużą wagę do wychowania na Wiejskiej w duchu katolickim, a jednocześnie w duchu głębokiej tolerancji dla wszystkich wierzeń i postaw politycznych. Zofia Landy – siostra Teresa z Lasek (absolwentka Szkoły z 1911 roku) – napisała na ten temat:

…często krążyły sprzeczne opinie o naszej Szkole. Jedni twierdzili, że to jest klasztor, w którym dwie zakonnice w czarnym i białym habicie wychowują uczennice w niezdrowym mistycyzmie, inni – że «te socjalistki poprowadzą je na barykady» [„Szkoła na Wiejskiej”, wyd. Znak 1974, s. 91].

Siostra Teresa tak wyjaśniła, dlaczego ateiści i przedstawiciele różnych wyznań tak chętnie zapisywali swoje dzieci do wybitnie katolickiej szkoły Kowalczykówny i Jawurkówny:

Czuli, że nie zadadzą one gwałtu sumieniom ich dzieci, że swoją prawdę będą podawały z pełnym szacunkiem dla tego, co rodzice dzieci uważają za prawdę [„Szkoła na Wiejskiej”, wyd. Znak 1974, s. 90].

Napisała też:

Gdy chcę teraz określić, jaki rys naszej Szkoły uważam za najwybitniejszy, bez wahania powiem: atmosferę prawdy. Panny Jadwigi tak bardzo kochały prawdę i tak bardzo wierzyły w jej moc życiową i wartość wychowawczą, że wytwarzało to wokół nich nieodparty krąg prawdy [„Szkoła na Wiejskiej”, wyd. Znak 1974, s. 90].

## II wojna światowa

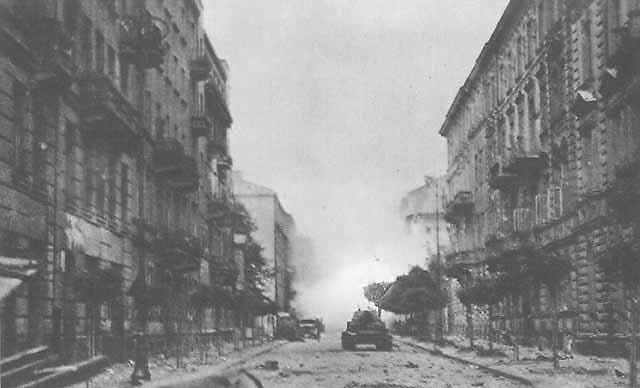
ul. Piękna (wówczas Piusa XI) 22 sierpnia 1944

W okresie okupacji niemieckiej 1939–1945 Panny Jadwigi kontynuowały pracę pedagogiczną w zakresie szkoły powszechnej w różnych lokalach, przekazanych szkole przez okupanta, a częściowo na kursach tajnych – w prywatnych mieszkaniach (zakazany przez okupanta zakres I i II klasy gimnazjalnej i liceum). W czasie powstania warszawskiego Jadwiga Jawurkówna przebywała, wraz z ciężko chorą Jadwigą Kowalczykówną i licznymi członkami jej rodziny, w mieszkaniu przy Al. Niepodległości 132 m. 41, należącym do siostrzeńca Kowalczykówny, Wiktora Ehrenfeuchta. Tam zostały zastrzelone przez Niemców, a ich zwłoki spłonęły wraz z budynkiem (zobacz – okoliczności śmierci Jadwigi Kowalczykówny).
W latach 50. na frontowej ścianie budynku w al. Niepodległości 132/136 umieszczono tablicę Tchorka upamiętniającą zamordowanych mieszkańców domu.

## Wspomnienia

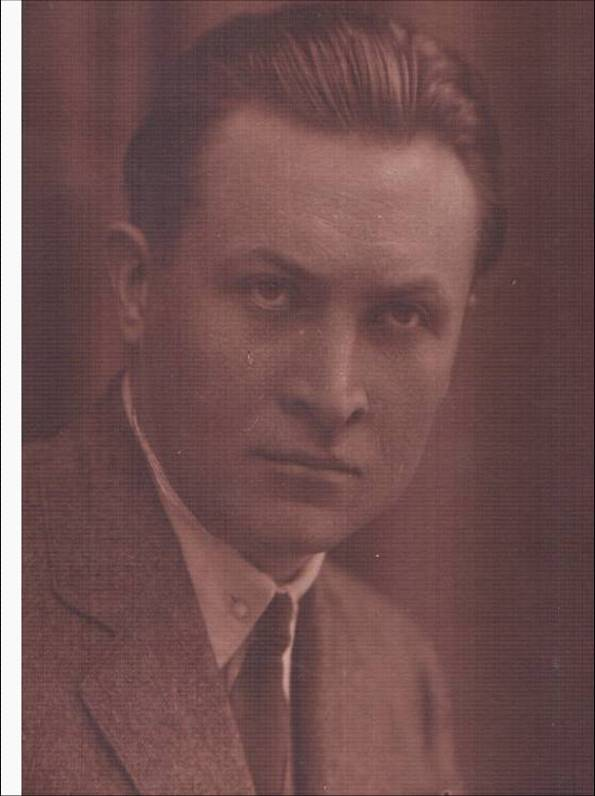
prof. Konrad Górski (polonista w latach 1923–1934)

Czterdziestoletni okres działalności Szkoły został upamiętniony w książce „Szkoła na Wiejskiej”. Inicjatywa wydania książki pojawiła się przed wybuchem II wojny światowej, na zjeździe absolwentek, zorganizowanym z okazji 30. lub 35. rocznicy istnienia Szkoły. Do gromadzenia materiałów powrócono już w 1945 roku. Duże grono nauczycieli i wychowanek Szkoły doprowadziło do wydania książki w 1974 roku. Wydano ją, aby:

…przekazać współczesnym polskim pedagogom nieprzemijające wartości pedagogiczne i wychowawcze cechujące Szkołę na Wiejskiej. Stanowią one bowiem ważki wkład w rozwój polskiej postępowej myśli pedagogicznej pierwszej połowy XX wieku. Niepełna byłaby historia szkolnictwa polskiego (a zwłaszcza warszawskiego) tego okresu, gdyby nie uwzględniono dorobku Szkoły Jadwigi Kowalczykówny i Jadwigi Jawurkówny
[„Szkoła na Wiejskiej”, fragment wstępu, opracowanego przez Komitet Redakcyjny].

W książce zamieszczono m.in. fragmenty listu Jadwigi Jawurkówny, napisanego do prof. Konrada Górskiego w lecie 1943 roku. Adresat upowszechnił te fragmenty, mimo że Jadwiga Biała wcześniej pisała do niego (fragment listu zawierającego opinię o biografii Stanisława Krzemińskiego, napisanej przez Górskiego): „interesują mnie szczegóły życia danego człowieka, ale moja skryta, zamknięta natura buntuje się przeciw ujawnianiu bardzo osobistych i wyłącznych jego przeżyć”. Konrad Górski, który pracował w Szkole na Wiejskiej przez 12 lat, uznał poniższe zdania za testament obu Panien Jadwig:

…przez te cztery lata przeżyło się «czasów wiele» i stały się rzeczywistością przeżycia, pojęcia i zagadnienia, rozważane dawniej z daleka, w literaturze, opowiadaniu, obserwacji, a teraz przeżywane tak grubo i boleśnie dzień po dniu. Wszelkimi możliwymi drogami prowadzi nas Bóg do świętości, i zbiorowo i indywidualnie [„Szkoła na Wiejskiej”, s. 102]

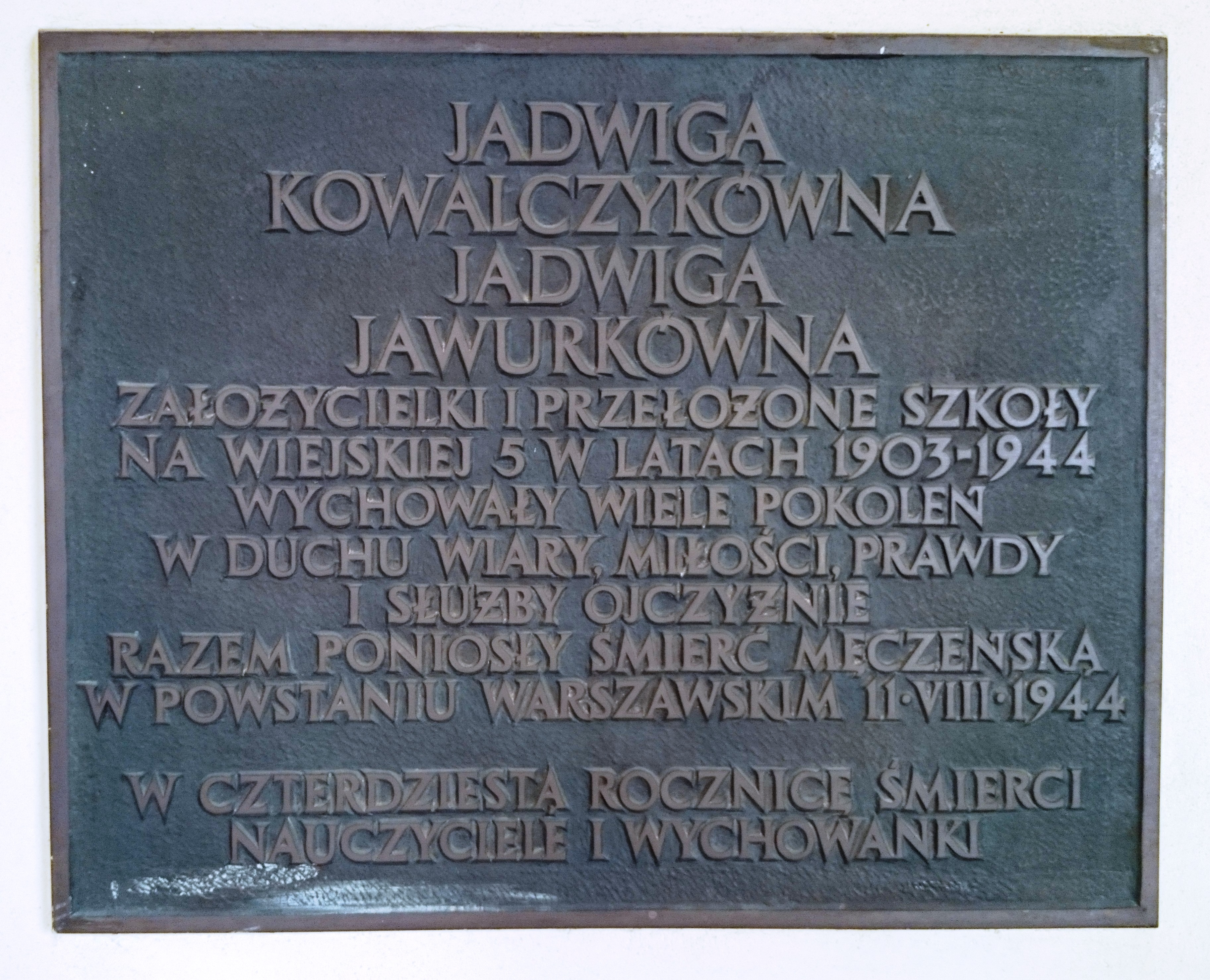
U góry: kamień upamiętniający Jadwigę Kowalczykównę i Jadwigę Jawurkównę oraz nauczycieli i absolwentów założonego przez nie Gimnazjum Żeńskiego znanego jako Szkoła na Wiejskiej w Warszawie, położony w miejscu, gdzie przed wojną mieściła się szkoła, w bezpośrednim sąsiedztwie pomnika Armii Krajowej i Polskiego Państwa Podziemnego;
u dołu: tablica poświęcona Jadwidze Kowalczykównej i Jadwidze Jawurkównej na dziedzińcu kościoła św. Marcina w Warszawie

Do widzenia! Cisną się pod pióro słowa, którymi chcę Pana pożegnać tymczasem; nie wiemy co dalej z nami będzie, ale przecież jedno tylko jest najważniejsze: «aby bądź przez żywot, bądź przez śmierć Bóg uwielbiany był w nas» [„Szkoła na Wiejskiej”, s. 102].